# 천년백랑
"천년백랑"(千年白狼, Thousand Year Old Wolf)은 한국에서 제작된 박윤교 감독의 1983년 공포 영화이다. 최희정 등이 주연으로 출연하였고 김병석 등이 제작에 참여하였다.

## 출연

### 주연
- 최희정
- 김기주
- 최형근
- 박성호

## 기타
- 조명: 박창호
- 녹음: 손인호